# Allen (Michigan)
Allen – wieś w Stanach Zjednoczonych, w stanie Michigan, w hrabstwie Hillsdale.